# Odontocolon jezoënse
Odontocolon jezoënse är en stekelart som först beskrevs av Tohru Uchida 1928.  Odontocolon jezoënse ingår i släktet Odontocolon och familjen brokparasitsteklar. Inga underarter finns listade i Catalogue of Life.